# Scandinavian Touring Car Championship 2013
Scandinavian Touring Car Championship 2013 var den tredje upplagan av det skandinaviska standardvagnsmästerskapet STCC. Svensken Thed Björk som tävlade för Volvo Polestar Racing vann förarmästerskapet. Volvo vann märkesmästerskapet.

## Team och förare
| Bilmärke | Team                                | Nr | Förare                 | Tävlingshelger |
| -------- | ----------------------------------- | -- | ---------------------- | -------------- |
| BMW      | BMW Dealer Team                     | 4  | Fredrik Larsson        | 1 →            |
| BMW      | BMW Dealer Team                     | 5  | Richard Göransson      | 1 →            |
| BMW      | WestCoast Racing Xlander Racing WCR | 6  | Robin Rudholm          | 1 → 4, 8       |
| BMW      | WestCoast Racing Xlander Racing WCR | 16 | Philip Forsman         | 8              |
| Citroën  | Brovallen Design                    | 2  | Andreas Wernerson      | 8              |
| Citroën  | Brovallen Design                    | 8  | Alx Danielsson         | 6 → 7          |
| Citroën  | Brovallen Design                    | 9  | Niclas Olsson          | 1 → 4          |
| Citroën  | Brovallen Design                    | 10 | Jocke Mangs            | 1 →            |
| Citroën  | Brovallen Design                    | 86 | Fredrik Magnusson      | 5              |
| Dacia    | Dacia Dealer Team                   | 20 | Mattias Andersson      | 1 →            |
| Honda    | Engström Motorsport                 | 17 | Tomas Engström         | 1 →            |
| Saab     | Team Tidö                           | 3  | Roar Lindland          | 1 → 6          |
| Saab     | Team Tidö                           | 7  | Roger Samuelsson       | 7 → 8          |
| Saab     | PWR Racing                          | 37 | Daniel Haglöf          | 1 →            |
| Saab     | Picko Troberg Racing                | 69 | Alexander Graff        | 1 → 7          |
| Saab     | Picko Troberg Racing                | 89 | Daniel Roos            | 8              |
| Volvo    | Volvo Polestar Racing               | 11 | Fredrik Ekblom         | 1 →            |
| Volvo    | Volvo Polestar Racing               | 12 | Thed Björk             | 1 →            |
| Volvo    | Volvo Polestar                      | 13 | Carl Philip Bernadotte | 1 →            |
| Volvo    | Volvo Polestar Performance          | 14 | Robert Dahlgren        | 1 →            |
| Volvo    | Volvo Polestar Performance          | 15 | Linus Ohlsson          | 1 →            |

## Tävlingskalender
| Race | Datum        | Bana                   | Pole Position     | Snabbaste varv    | Segrare           | Team                       | Rapport |
| ---- | ------------ | ---------------------- | ----------------- | ----------------- | ----------------- | -------------------------- | ------- |
| 1    | 4 maj        | Ring Knutstorp         | Fredrik Larsson   | Richard Göransson | Richard Göransson | BMW Dealer Team WCR        | Rapport |
| 2    | 4 maj        | Ring Knutstorp         | Richard Göransson | Richard Göransson | Thed Björk        | Volvo Polestar Racing      | Rapport |
| 3    | 8 juni       | Solvalla               | Thed Björk        | Richard Göransson | Thed Björk        | Volvo Polestar Racing      | Rapport |
| 4    | 29 juni      | Göteborg City Arena    | Richard Göransson | Thed Björk        | Thed Björk        | Volvo Polestar Racing      | Rapport |
| 5    | 13 juli      | Falkenbergs Motorbana  | Fredrik Larsson   | Fredrik Larsson   | Thed Björk        | Volvo Polestar Racing      | Rapport |
| 6    | 13 juli      | Falkenbergs Motorbana  | Linus Ohlsson     | Linus Ohlsson     | Linus Ohlsson     | Volvo Polestar Performance | Rapport |
| 7    | 10 augusti   | Åre Östersund Airport  | Thed Björk        | Robert Dahlgren   | Thed Björk        | Volvo Polestar Racing      | Rapport |
| 8    | 24 augusti   | Karlskoga Motorstadion | Thed Björk        | Thed Björk        | Thed Björk        | Volvo Polestar Racing      | Rapport |
| 9    | 24 augusti   | Karlskoga Motorstadion | Thed Björk        | Fredrik Ekblom    | Thed Björk        | Volvo Polestar Racing      | Rapport |
| 10   | 7 september  | Tierp Arena            | Thed Björk        | Richard Göransson | Richard Göransson | BMW Dealer Team WCR        | Rapport |
| 11   | 21 september | Mantorp Park           | Linus Ohlsson     | Robin Rudholm     | Linus Ohlsson     | Volvo Polestar Performance | Rapport |
| 12   | 21 september | Mantorp Park           | Thed Björk        | Richard Göransson | Thed Björk        | Volvo Polestar Racing      | Rapport |

## Slutställning
| Nr | Förare                 | KNU | KNU | SOL  | GÖT | FAL  | FAL | ÖST | KAR | KAR  | TIE  | MAN | MAN | Poäng |
| -- | ---------------------- | --- | --- | ---- | --- | ---- | --- | --- | --- | ---- | ---- | --- | --- | ----- |
| 1  | Thed Björk             | 4   | 12  | 1    | 13  | 1    | 14† | 1   | 1   | 1    | 31   | 4   | 13  | 258   |
| 2  | Richard Göransson      | 13  | 21  | 5    | 41  | 4    | 4   | 52  | 5   | 3    | 13   | Ret | 9   | 161   |
| 3  | Robert Dahlgren        | 2   | 4   | 2    | 2   | 122  | 5   | 23  | 23  | 6    | Ret2 | 53  | 21  | 160   |
| 4  | Linus Ohlsson          | 5   | 5   | 43   | 112 | 11   | 1   | 3   | 32  | Ret3 | 5    | 1   | 4   | 146   |
| 5  | Fredrik Ekblom         | 6   | 6   | 3    | 9   | 23   | 3   | 4   | 4   | 2    | 6    | 2   | Ret | 140   |
| 6  | Fredrik Larsson        | 31  | 3   | DSQ2 | 6   | Ret1 | 2   | Ret | 6   | 4    | 2    | 11  | 14† | 105   |
| 7  | Jocke Mangs            | 8   | 8   | Ret  | 8   | 5    | 7   | 6   | 8   | Ret  | 7    | 3   | 32  | 78    |
| 8  | Mattias Andersson      | 10  | 12  | 8    | 5   | 6    | 6   | Ret | 7   | 5    | 8    | 8   | 5   | 65    |
| 9  | Daniel Haglöf          | 9   | 9   | 6    | 7   | 3    | 8   | 7   | 9   | 9    | 4    | 12  | 8   | 63    |
| 10 | Robin Rudholm          | 7   | 7   | Ret  | 3   | 10   | 9   |     |     |      |      | 7   | 11  | 36    |
| 11 | Tomas Engström         | 15  | 13  | 10   | Ret | 9    | 13  | Ret | 10  | 7    | NC   | 6   | Ret | 18    |
| 12 | Andreas Wernersson     |     |     |      |     |      |     |     |     |      |      | 9   | 6   | 10    |
| 13 | Roar Lindland          | 11  | Ret | 7    | 14† | 14†  | 12  | 8   | 11  | Ret  |      |     |     | 10    |
| 14 | Carl Philip Bernadotte | 13  | 14  | DNS  | 10  | 7    | 10  | 11  | 12  | Ret  | 10   | 13  | 10  | 10    |
| 15 | Alexander Graff        | 14  | 11  | Ret  | 12  | 8    | 15† | 9   | Ret | Ret  | 9    |     |     | 8     |
| 16 | Philip Forsman         |     |     |      |     |      |     |     |     |      |      | 10  | 7   | 7     |
| 17 | Alx Danielsson         |     |     |      |     |      |     |     | Ret | 8    | Ret  |     |     | 4     |
| 18 | Niclas Olsson          | 12  | 10  | 9    | 13† | 13   | 11  |     |     |      |      |     |     | 3     |
| 19 | Fredrik Magnusson      |     |     |      |     |      |     | 10  |     |      |      |     |     | 1     |
|    | Roger Samuelsson       |     |     |      |     |      |     |     |     |      | 11   | 15  | 13  | 0     |
|    | Daniel Roos            |     |     |      |     |      |     |     |     |      |      | 14  | 12  | 0     |
| Nr | Förare                 | KNU | KNU | SOL  | GÖT | FAL  | FAL | ÖST | KAR | KAR  | TIE  | MAN | MAN | Poäng |

| Färg   | Tecken                 | Betydelse              |
| ------ | ---------------------- | ---------------------- |
| Guld   | 1                      | Segrare                |
| Silver | 2                      | Tvåa                   |
| Brons  | 3                      | Trea                   |
| Grön   | Placering (med poäng)  | Placering (med poäng)  |
| Blå    | Placering (utan poäng) | Placering (utan poäng) |
| Blå    | NC                     | Ej klassificerad       |
| Lila   | DNF                    | Avslutade ej           |
| Lila   | RET                    | Avbröt tävlingen       |
| Röd    | DNQ                    | Ej kvalificerad        |
| Röd    | DNPQ                   | Ej för-kvalificerad    |
| Röd    | DNA                    | Icke närvarande        |
| Svart  | DSQ                    | Diskvalificerad        |
| Vit    | DNS                    | Startade ej            |
| Vit    | WD                     | Drog sig ur            |
| Vit    | C                      | Racet inställt         |
| Blank  | DE                     | Deltog ej              |
| Blank  | EX                     | Utesluten              |

- 1 2 3 hänvisar till resultatet i kvalet, där bonuspoäng utdelas enligt skalan 3–2–1 till de tre snabbaste förarna.
- Fet stil innebär pole position.
- Kursiv stil innebär snabbaste varv.